# 웨스 몽고메리

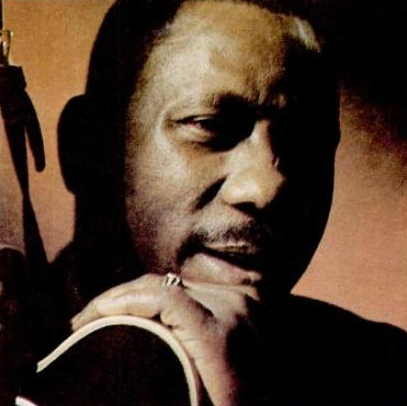

웨스 몽고메리(1923년 - 1968년)는 미국의 재즈 기타리스트이다. 역사 상 가장 중요한 재즈 기타리스트 중 하나로 꼽히며, 팻 마티노, 팻 메시니, 조지 벤슨등 많은 기타리스트들에게 영향을 줬다.

## 음반
- 1958: Fingerpickin'
- 1958: Far Wes
- 1959: The Wes Montgomery Trio
- 1959: Yesterdays
- 1959: Pretty Blue
- 1960: The Incredible Jazz Guitar of Wes Montgomery
- 1960: Cannonball Adderley and the Poll-Winners
- 1960: Movin' Along
- 1961: So Much Guitar
- 1961: Wes and Friends
- 1961: Bags Meets Wes!
- 1962: Full House
- 1963: Fusion!: Wes Montgomery with Strings